# گیمزمستر (مجله)
گیمزمستر (به انگلیسی: GamesMaster (magazine)) مجلهٔ بریتانیایی پیرامون رایانه و بازی‌های رایانه‌ی است که توسط فیوچر پی‌ال‌سی منتشر می‌شود. این مجله پرفروش‌ترین مجلهٔ بازی‌های رایانه‌ای بریتانیا بود و هم‌اکنون از خواهر خود، ادج پیشی گرفته است.